# 嚴老烈
嚴老烈（1850年—1930年），又名嚴公尚，廣東音樂演奏家，擅長演奏揚琴。曾與歐陽予倩創辦「廣東戲劇研究所」，並曾為電影配樂。
嚴老烈首創揚琴「右竹」演奏法，加強揚琴的表現力，並以富廣東韻味的加花、襯音、坐音、冒頭、疊尾、移位、移調等手法改編樂曲，對廣東音樂有深遠影嚮。
嚴老烈曾與戲劇家歐陽予倩等人在廣州創辦“廣東戲劇研究所”，並為多部粵語電影配樂。粵樂理論家陳鐵生是嚴氏的得意門生。
陳鐵生在上海曾主編出版《新樂府》、《音樂季刊》等音樂刊物。嚴老烈擅長演奏揚琴。創造了揚琴右竹演奏法，豐富了揚琴的表現力。他以“加花”和“襯音”、“坐音”等手法，用外省傳入廣東的小曲《三汲浪》改編成《旱天雷》、用牌子《寡婦訴怨》改編成《連環扣》、用《到春來》改編成《到春雷》、用外省同名小曲改編了《蔔運算元》、《寄生草》等。
經過改編的樂曲在旋律和節奏上都有很大的變化，樂曲的音樂形象已完全不同了。在改編的過程中，初步形成了一些規律性的旋律發展手法。如冒頭、疊尾、加花，並用圍繞中心音發展、變化重複、移位、移調等等。對後來廣東音樂的旋律發展有著深遠的影響。

## 改編樂曲
- 《旱天雷》，改編自《三寶佛‧三汲浪》
- 《連環扣》，改編自牌子《寡婦訴冤》
- 《卜算子》
- 《寄生草》